# (4858) Vorobjov
(4858) Vorobjov (désignation provisoire : 1985 UA) est un astéroïde de la ceinture principale. Il fut découvert par James B. Gibson à l'observatoire Palomar dans le comté de San Diego, en Californie aux États-Unis, le 23 octobre 1985.
Il est nommé d'après l'astronome amateur slovaque Tomas Vorobjov.